# Virtual Kasparov
Virtual Kasparov est un jeu vidéo de jeu d'échecs sorti en 2002 sur PlayStation et Game Boy Advance. Le jeu a été édité par Titus.

## Système de jeu
Le joueur affronte des joueurs virtuels venant du monde entier. Chaque personnage possède un niveau et un style de jeu qui lui sont propres.